# Nordatlantiska oscillationen

NAO-index för åren 1864-2020. Datakälla:

Nordatlantiska oscillationen (NAO) är ett klimatfenomen som förekommer i Nordatlanten. Skillnader i klimatet från år till år i det nordatlantiska området beror på små fluktuationer i skillnaden i lufttryck mellan det halvpermanenta Islandslågtrycket och det halvpermanenta Azoriska högtrycket. Fenomenets styrka uttrycks med NAO-index. Det finns olika definitioner av NAO-index, men en liten tryckskillnad resulterar i ett negativt NAO-värde. Värdet varierar oregelbundet och kan under långa perioder, månader eller år, vara övervägande positivt eller övervägande negativt (se diagram).
NAO påverkar vädret främst under vinterhalvåret, från november till april. Beroende på värdet på NAO följer lågtryck olika banor över Atlanten. När NAO är negativt öppnar detta Skandinavien och Nordeuropa för kalla luftströmmar från Arktis eller Ryssland, medan vädret blir milt och blött när indexet är positivt.
Idag finns inget känt samband mellan NAO och den globala uppvärmningen.
Nya data talar för att NAO även har en signifikant påverkan på klimatet under sommaren.

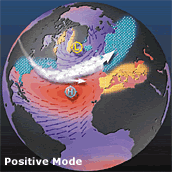
Positivt NAO-index ger mildare och regnigare vintrar i Nordeuropa, medan negativt NAO-index ger kallare och torrare vintrar. För Sydeuropa gäller det motsatta.

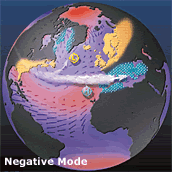
Negativt NAO-index.